# 13479 Вет
13479 Вет (13479 Vet) — астероїд головного поясу, відкритий 8 жовтня 1977 року.
Тіссеранів параметр щодо Юпітера — 3,554.